# Antoninella inaudita
Antoninella inaudita är en insektsart som beskrevs av Kiritchenko 1938. Antoninella inaudita ingår i släktet Antoninella och familjen ullsköldlöss. Inga underarter finns listade i Catalogue of Life.